# Gloria Ray Karlmark

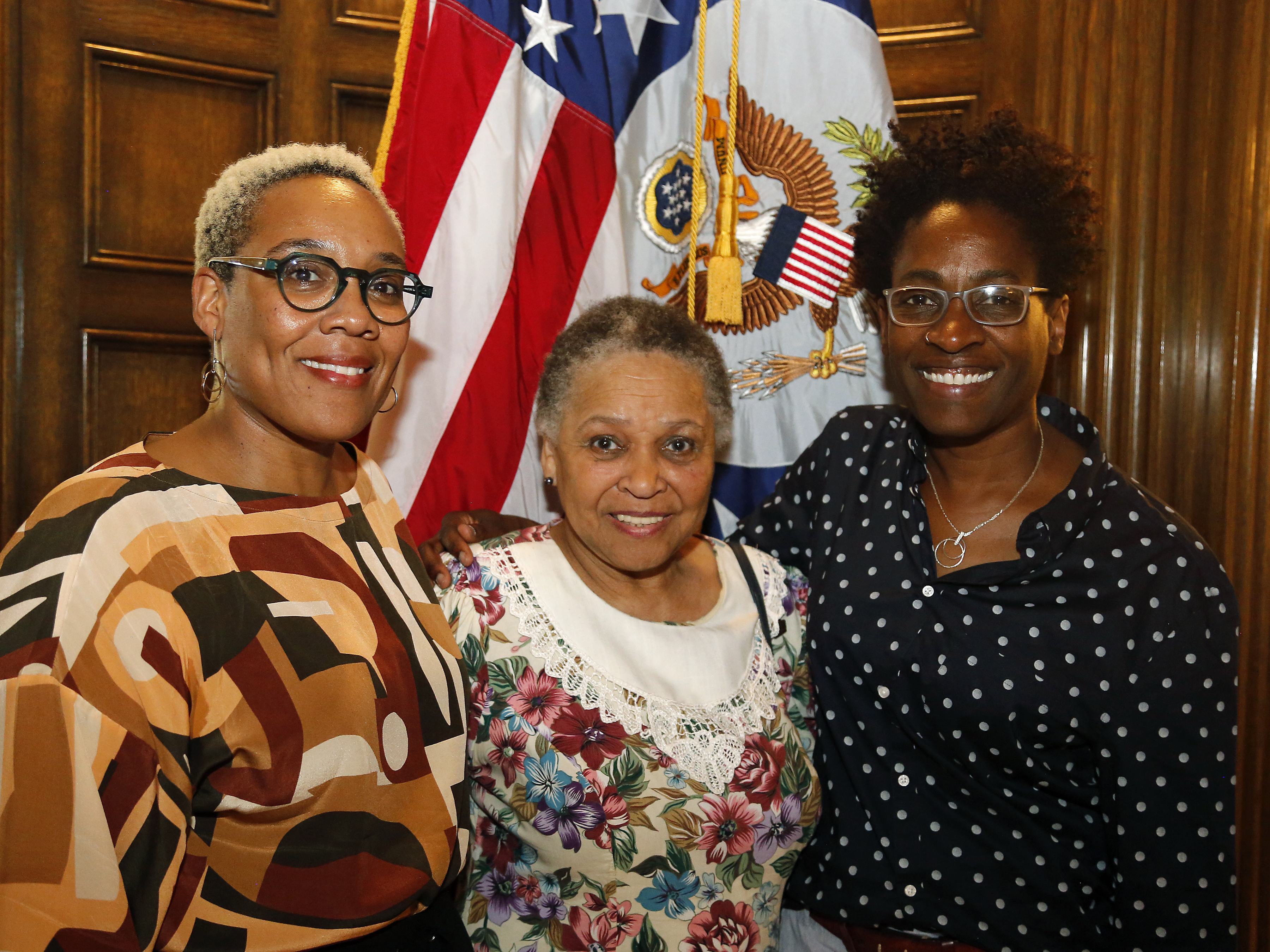
Von links: Désirée Brathwaite, Gloria Ray Karlmark und Jacqueline Woodson in der US-Botschaft in Stockholm im Mai 2018

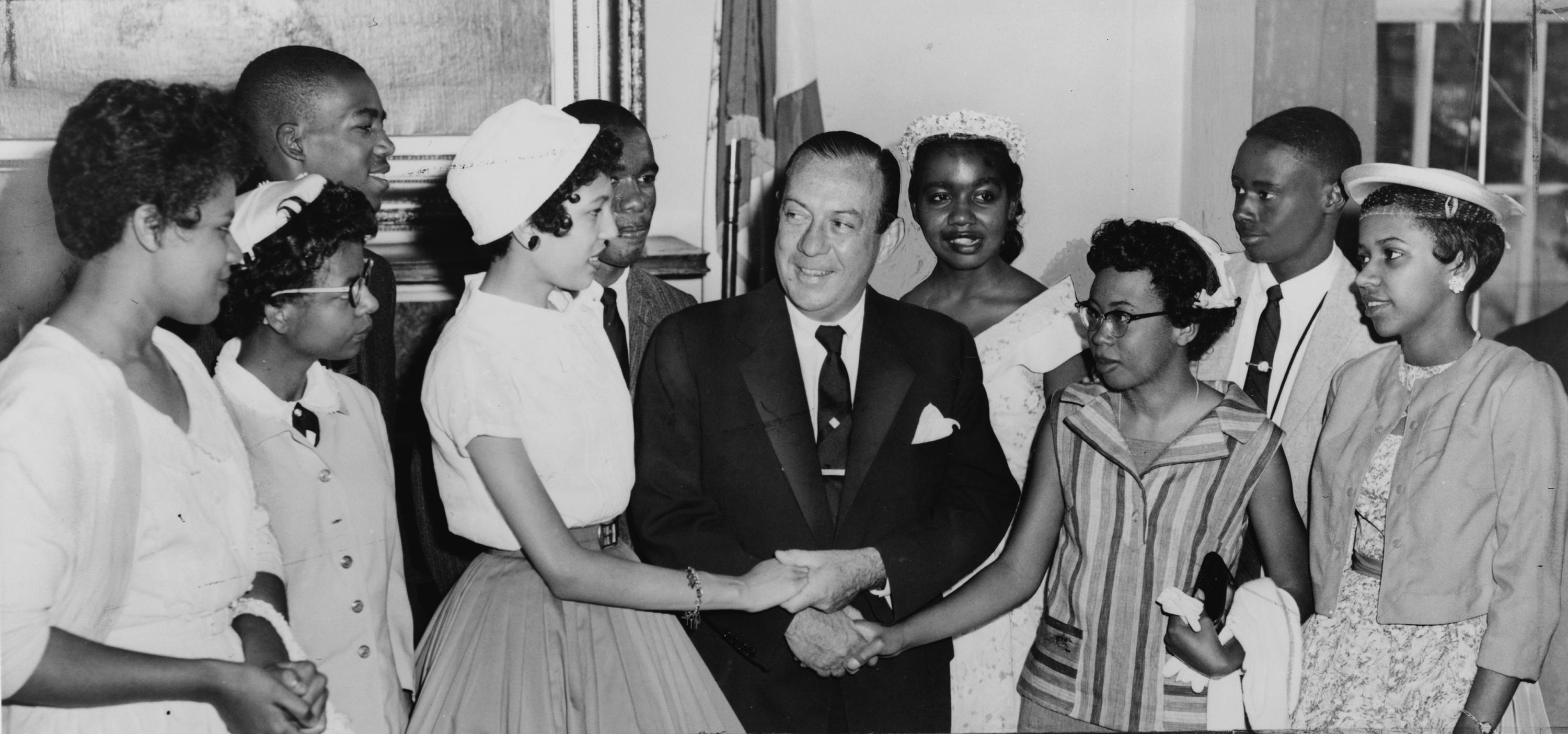
New Yorks Bürgermeister Robert Wagner begrüßt die Mitglieder der Little Rock Nine / World Telegram Foto von Walter Albertin. Im Bild, vordere Reihe, von links nach rechts: Minnijean Brown, Elizabeth Eckford, Carlotta Walls, Bürgermeister Robert Wagner, Thelma Mothershed, Gloria Ray; hintere Reihe, von links nach rechts: Terrence Roberts, Ernest Green, Melba Pattilo, Jefferson Thomas, 1958

 Gloria Cecelia Ray Karlmark  (* 26. September 1942 in Little Rock, Arkansas, USA) ist eine US-amerikanische Aktivistin. Sie ist Mitglied der Little Rock Nine und hat als Lehrerin, Mathematikerin, Datenanalystin, Patentingenieurin und Redakteurin gearbeitet.

## Leben und Werk
Ray war eines von drei Kindern von Harvey C. und Julia Miller Ray, die als Soziologin für den Bundesstaat Arkansas arbeitete. Rays Vater arbeitete als Agronom im US-Landwirtschaftsministerium und gründete später die Agricultural Extension Services for African-Americans.

## Little Rock Nine
Im Sommer 1957 schrieb Ray sich als eine von neun afroamerikanischen Schülern, die Little Rock Nine an der Little Rock Central High School ein, die bis dahin keine Afroamerikaner aufgenommen hatte. Die Bemühungen der Schüler, sich einzuschreiben, wurden durch die Entscheidung des Obersten Gerichtshofs der USA unterstützt, das den getrennten Schulunterricht für verfassungswidrig erklärt hatte. Vom Bildungsausschuss von Little Rock gewarnt, den ersten Schultag nicht zu besuchen, trafen die neun afroamerikanischen Schüler am zweiten Tag vor der Schule auf eine große Menschenmenge, die anfing, zu schreien und Steine zu werfen, und drohte, die Schüler zu töten. Darüber hinaus wurden etwa 270 Soldaten der Nationalgarde von Arkansas auf Befehl des Gouverneurs entsandt. Diese und Orval Faubus blockierten den Eingang der Schule, da dieser seinen Widerstand gegen die Integration und seine Absicht erklärt hatte, sich einer bundesgerichtlichen Anordnung zur Aufhebung der Rassentrennung zu widersetzen. Die Little Rock Nine waren während ihrer gesamten Schulzeit an der Central High School weiterhin körperlichen und verbalen Angriffen von weißen Studenten ausgesetzt. Gouverneur Faubus wurde 1958 wiedergewählt, und anstatt die Aufhebung der Rassentrennung zuzulassen, schloss er alle Schulen in Little Rock. Die Little Rock Central High School wurde erst 1960 mit einer getrennten Schülerschaft wiedereröffnet.
Als 1958 die High Schools in Little Rock geschlossen wurden, um eine Integration zu vermeiden, zog Ray mit ihrer Familie nach Kansas City, Missouri. Dort fand ihre Mutter eine Anstellung, da diese in Arkansas ihren Job verloren hatte und wegen der Begebenheiten in Little Rock auf eine Schwarze Liste gesetzt worden war. Ray absolvierte die Kansas City Central High School und graduierte 1965 am Illinois Institute of Technology mit einem Bachelor in Chemie und Mathematik. Während ihres achtjährigen Aufenthaltes in Chicago arbeitete sie in Teilzeitjobs, während sie eine Stelle als Chemikerin oder Mathematikerin suchte. Sie war in den 60er Jahren Kellnerin bei The Medici im Hyde Park, diente kurzzeitig als Physik- und Geometrielehrerin auf Zeit und hatte andere Jobs wie Laborassistentin, Programmiererin, Mathematikerin für Sears, Roebuck und Co. und Forscherin an frühen Robotikprojekten an dem Illinois Institute of Technology.

## Tätigkeiten in Schweden und in den Niederlanden
Sie heiratete 1966 Krister Karlmark und nachdem sie ihrem Mann im Alter von 27 Jahren in seine Heimat Schweden gefolgt war, lernte sie Schwedisch und absolvierte ein weiteres Patentrecht-Studium. Nachdem sie schwedische Patentanwältin geworden war, arbeitete sie von 1977 bis 1981 für IBM International Patent Operations in Stockholm. Sie war außerdem Mitbegründerin und von 1976 bis 1994 Chefredakteurin von Computers in Industry, einer internationalen Zeitschrift.
Anschließend war sie ab 1994 13 Jahre für Philips Telecommunications in Hilversum und später für Philips Lighting in Eindhoven in verschiedenen Abteilungen in der industriellen Dokumentation und als Patentspezialistin tätig.
Sie und ihr Mann haben zwei Kinder.

## Anerkennungen und Ehrungen
- 1958 erhielten Karlmark und die Little Rock Nine die Spingarn Medal der National Association for the Advancement of Colored People (NAACP)
- 1998 wurde Karlmark und den anderen Mitgliedern der Little Rock Nine die Congressional Gold Medal verliehen
- 2005: Briefmarke des US Postal Service
- 2010: Père Marquette Discovery Award, Marquette University[5]
- 2015: erhielten sie und die anderen acht Mitglieder der Little Rock Nine den Lincoln Leadership Prize der Abraham Lincoln Presidential Foundation.[6][7]
- 2019: erhielt Karlmark vom Illinois Institute of Technology die Ehrendoktorwürde der Wissenschaften für herausragende Beiträge zur Entwicklung einer integrativeren Gesellschaft.